# Compsobuthus satpuraensis
Espèce
Compsobuthus satpuraensis est une espèce de scorpions de la famille des Buthidae.

## Distribution
Cette espèce est endémique du Maharashtra en Inde. Elle se rencontre dans le district de Jalgaon dans les monts Satpura.

## Description
La femelle holotype mesure 36,53 mm et le mâle paratype 33,98 mm.

## Étymologie
Son nom d'espèce, composé de satpura et du suffixe latin -ensis, « qui vit dans, qui habite », lui a été donné en référence au lieu de sa découverte, les monts Satpura.

## Publication originale
- Waghe, Gangalmale & Khandekar, 2022 : « First record of the genus Compsobuthus(Scorpiones: Buthidae) from Maharashtra, India, with description of a new species. » Euscorpius, no 346, p. 1-13 (texte intégral).